# پنیا (نان)
پنیا نان شیرینی است که از روستاهای ایتالیا سرچشمه می‌گیرد و در تعطیلات عید پاک درست می‌شود. مواد تشکیل دهنده شامل شکر، کره، تخم مرغ، دانه بادیان رومی و لیمو است.
الگو:Italian bread